# Grand Prix d'Isbergues 1986
Il Grand Prix d'Isbergues 1986, quarantesima edizione della corsa, si svolse il 18 settembre 1986 su un percorso di 201 km, con partenza e arrivo a Isbergues. Fu vinto dall'olandese Teun van Vliet della Panasonic davanti al francese Gilbert Duclos-Lassalle e all'olandese Gert-Jan Theunisse.

## Ordine d'arrivo (Top 10)
| Pos. | Corridore               | Squadra                | Tempo    |
| ---- | ----------------------- | ---------------------- | -------- |
| 1    | Teun van Vliet          | Panasonic              | 5h13'00" |
| 2    | Gilbert Duclos-Lassalle | Peugeot-Shell-Michelin |          |
| 3    | Gert-Jan Theunisse      | Panasonic              |          |
| 4    | Sean Kelly              | Kas-Mavic-Tag-Heuer    |          |
| 5    | Phil Anderson           | Panasonic-Merckx-Agu   |          |
| 6    | Bruno Cornillet         | Peugeot-Shell-Michelin |          |
| 7    | Adrian Timmis           | ANC-Halfords           |          |
| 8    | Joop Zoetemelk          | Kwantum-Decosol-Yoko   |          |
| 9    | Alan Peiper             | Panasonic-Merckx-Agu   |          |
| 10   | Robert Millar           | Panasonic-Merckx-Agu   |          |